# Томас Джефферсон Гауелл
Томас Джефферсон Гауелл (англ. Thomas Jefferson Howell; 1842–1912) — американський ботанік-систематик.

## Біографія
Томас Джефферсон Гауелл народився 8 жовтня 1842 року в родині Бенджаміна Гауелла і Елізабет Метьюс на території округу Купер в Міссурі. У 1850 році сім'я Гауелл з 5 дітьми переїхала у штат Орегон. Томас Джефферсон навчався в школі всього 3 місяці у 1855 році, потім навчався самостійно.
У 1877 році Гауелл видав свою першу ботанічну статтю, що описує відомі рослини Орегона, Вашингтона та Айдахо, одночасно пропонуючи в ній на продаж живі рослини та гербарні зразки. Томас листувався з багатьма ботаніками, відсилав їм гербарні зразки на визначення.
У 1893 році Гауелл одружився з Еффі Макілвейн. Від 1897 до 1903 року Томас видав книжку A flora of northwest America, першу повну монографію флори північного заходу США.
3 грудня 1912 року Томас Гауелл помер.

## Окремі наукові роботи
- Howell, T.J. (1897–1903). A flora of northwest America. 7 vols., 792 p. ISBN 3-7682-1170-3